# The Artist in the Ambulance
Albums de Thrice
The Illusion of Safety
(2002) If We Could Only See Us Now
(2005)
The Artist in the Ambulance est le troisième album studio du groupe américain Thrice. Comme avec leurs deux précédents albums, Identity Crisis et The Illusion of Safety, une partie des profits réalisés à la vente de ce disque sont donnés à des œuvres caritatives, notamment pour payer des traitements de chimiothérapie aux individus n'en ayant pas les moyens.

## Liste des pistes
Toutes les paroles sont écrites par Dustin Kensrue, toute la musique est composée par Thrice.
| 1.    | Cold Cash and Colder Hearts                | 2:52 |
| 2.    | Under a Killing Moon                       | 2:41 |
| 3.    | All That's Left                            | 3:20 |
| 4.    | Silhouette                                 | 3:06 |
| 5.    | Stare at the Sun                           | 3:23 |
| 6.    | Paper Tigers                               | 3:59 |
| 7.    | Hoods on Peregrine                         | 3:31 |
| 8.    | The Melting Point of Wax                   | 3:29 |
| 9.    | Blood Clots and Black Holes                | 2:49 |
| 10.   | The Artist in the Ambulance                | 3:39 |
| 11.   | The Abolition of Man                       | 2:46 |
| 12.   | Don't Tell and We Won't Ask                | 3:59 |
| 13.   | Eclipse (Japan & Vinyl bonus track)        | 3:21 |
| 14.   | Motion Isn't Meaning ((Japan bonus track)) | 1:53 |
| 39:43 |                                            |      |

## Accueil
The Artist in the Ambulance est généralement bien accueilli par la presse spécialisée. AllMusic lui attribue une note de 4,5 étoiles sur cinq expliquant « Artist est l'album de Thrice le plus solide, ce qui signifie qu'Island/Universal mérite amplement son dû : avec de la bonne musique. » Sputnikmusic lui attribue une note de 5/5, IGN Music une note de 9 sur 10, Punk News une note de 3,5 sur 5, mais Rolling Stone de 2 sur 5.